# Unité urbaine de Montaigu-Vendée
L’unité urbaine de Montaigu-Vendée est une entité statistique française située dans le département de la Vendée et la région des Pays-de-la-Loire.
Ville isolée avec la création de Montaigu-Vendée, elle était une unité urbaine multicommunale avant 2019, regroupant les communes de Montaigu, de Saint-Georges-de-Montaigu et de Saint-Hilaire-de-Loulay, sous le nom d’unité urbaine de Montaigu.

## Histoire
En 1954, année de la première réalisation de zonages des agglomérations urbaines de France par l’Institut national de la statistique et des études économiques, l’unité urbaine de Montaigu regroupe la seule commune de Montaigu.
À partir du zonage des unités urbaines de 2010, l’unité urbaine — jusque-là « ville isolée » — absorbe celle de Saint-Hilaire-de-Loulay (« ville isolée » créée en 1990) et s’étend à la commune de Saint-Georges-de-Montaigu.

## Données statistiques
En 2014, avec 13 819 habitants, elle représente la septième unité urbaine de la Vendée, devançant celle de Saint-Jean-de-Monts, et précédée par celle des Herbiers. Au sein du département, le poids démographique de l’unité s’élève à 2,09 %.

## Découpages administratifs territoriaux

### Zone d’emploi
Depuis le zonage de 1983, l’unité urbaine de Montaigu appartient à la zone d’emploi de Nantes, qui rassemble 151 communes au 1er janvier 2017.

### Aire urbaine
Depuis 1997, l’unité urbaine de Montaigu est le pôle urbain de l’aire urbaine homonyme. Selon la terminologie du zonage en aires urbaines de 2010, elle constitue un « moyen pôle » dans le sens où elle offre entre 5 000 et 10 000 emplois.
Au 1er janvier 2017, l’aire urbaine de Montaigu réunit les 3 communes de l’unité.

### Bassin de vie
À la tête du bassin de vie de Montaigu depuis 2004, l’unité urbaine est également le centre d’un périmètre de 14 communes comprenant trois autres unités urbaines.

## Géographie

### Situation
L’unité urbaine de Montaigu se situe au sud de la région des Pays-de-la-Loire et au nord-est du département de la Vendée, dans un territoire marqué du point de vue paysager par le Bas et le Haut-Bocage.

### Organisation
La superficie de l’unité correspond à celles des territoires municipaux des communes associées. Ces derniers représentent 7 820 hectares selon les services de l’Institut national de l’information géographique et forestière. Elle représente ainsi 1,16 % du département de la Vendée.

### Instances administratives
Dépendant administrativement de l’arrondissement de La Roche-sur-Yon, l’unité fait partie du canton de Montaigu.
Depuis le 1er janvier 2017, l’unité urbaine de Montaigu appartient à Terres-de-Montaigu, communauté de communes Montaigu-Rocheservière. Entre le 1er janvier 2002 et cette date, elle faisait partie de la communauté de communes Terres-de-Montaigu. 

## Composition
Dans le dernier zonage de l’Institut national de la statistique et des études économiques, celui de 2020, l’unité urbaine se compose d'une seule commune.
| Nom                            | Code Insee | Département | Statut       | Superficie (km2) | Population (dernière pop. légale) | Densité (hab./km2) | Modifier                                    |
| ------------------------------ | ---------- | ----------- | ------------ | ---------------- | --------------------------------- | ------------------ | ------------------------------------------- |
| Montaigu-Vendée (ville-centre) | 85146      | Vendée      | ville-isolée | 116,65           | 20 754 (2022)                     | 178                | modifier les données · modifier les données |

## Démographie
| 1968  | 1975   | 1982   | 1990   | 1999   | 2008   | 2013   | 2019   |
| ----- | ------ | ------ | ------ | ------ | ------ | ------ | ------ |
| 9 057 | 11 142 | 12 474 | 13 736 | 15 562 | 18 147 | 19 595 | 20 424 |